# Colastes fritzeni
Colastes fritzeni är en stekelart som beskrevs av Van Achterberg och Shaw 2008. Colastes fritzeni ingår i släktet Colastes och familjen bracksteklar. Inga underarter finns listade i Catalogue of Life.